# Miroslav Rosa
Miroslav Rosa (29. března 1947 Hranice u Aše – 27. února 1990) byl československý atlet – překážkář.
Začínal ve Spartě Praha 1965-1966, poté Dukla Praha 1967-1968, Sparta Praha 1969-1973.
Osobní rekordy: Běh na 110 metrů překážek 14,68 (1973), a 14,1 (1971).[zdroj?]

## Úspěchy
Reprezentoval v 1. mezistátním utkání (1971). Účastník EHJ 1966 (110 m př. 7.).
- V roce 1966 se zúčastnil Evropských juniorských her (předchůdce ME juniorů) a skončil na 7. místě časem 15.2.
- V roce 1967 vyhrál mistrovství ČSSR juniorů (tehdy to bylo do 21 let) výkonem 14.5
- V roce 1970 skončil na mistrovství v Jablonci 4. časem 14.4
- V roce 1971 byl druhý na mistrovství v hale v Jablonci (60 m př. - 8.1) a druhý skončil i na venkovním mistrovství v Praze časem 14.1 (osobní rekord). Navíc reprezentoval na utkání se Švédskem ve Stockholmu, kde skončil na 4. místě časem 14.6
- V roce 1972 byl 5. v hale a venku skončil na 4. místě (14.3)
- V roce 1973 byl opět 5. v hale.